# دکستران
دکستران (به انگلیسی: Dextran) یک گلوکان شاخه‌دار پیچیده (پلی‌ساکارید حاصل از تراکم گلوکز) است که در اصل از شراب به‌دست می‌آید. آیوپاک دکستران را به‌عنوان "پلی-آلفا-دی-گلوکوزیدهای شاخه‌دار با منشاء میکروبی دارای پیوندهای گلیکوزیدی عمدتاً C-1 → C-6" تعریف می‌کند. طول زنجیره‌های دکستران متفاوت است (از ۳ تا ۲۰۰۰ کیلودالتون).
زنجیرهٔ اصلی این پلیمر از پیوندهای گلیکوزیدی α-۱٬۶ بین مونومرهای گلوکز، با شاخه‌هایی از پیوندهای α-۱٬۳ تشکیل شده‌است. این انشعاب مشخص، دکستران را از دکسترین متمایز می‌کند، که یک پلیمر از گلوکزها با زنجیرهٔ مستقیم است که توسط پیوندهای α-۱٬۴ یا α-۱٬۶ به‌هم متصل شده‌اند.

## کشف
لویی پاستور دکستران را به‌عنوان یک محصول میکروبی در شراب کشف کرد، اما تولید انبوه تنها پس از توسعه فرایندی با استفاده از باکتری توسط الین جینز ممکن شد. پلاک دندان سرشار از دکستران است. دکستران ناخالصی‌ای است که تصفیه شکر را پیچیده می‌کند زیرا گران‌روی محلول‌های ساکارز را بالا می‌برد و تصفیه را دشوار می‌کند.
امروزه دکستران از ساکارز به‌کمک باکتری‌های اسید لاکتیک ویژه‌ای از خانواده لاکتوباسیلوس‌ها تولید می‌شود. باکتری‌ها شامل لوکونستوک مزنتروئید و استرپتوکوک موتانس هستند. ساختار دکستران تولید شده نه‌تنها به خانواده و گونهٔ باکتری بلکه به سویه آن نیز بستگی دارد. آنها با رسوب بخشی از عصاره‌های بدون پروتئین با استفاده از اتانول جدا می‌شوند. برخی باکتری‌ها فروکتان‌ها را هم تولید می‌کنند که می‌تواند جداسازی دکستران‌ها را پیچیده کند.

## موارد مصرف
رده درمانی: جانشین شونده پلاسمای خون، پلی ساکارید.
اشکال دارویی: سرم
دکستران در موارد اورژانس در درمان شوک (مانند خونریزی و سوختگی) و افت شدید فشارخون، برای افزایش حجم داخل عروقی مصرف‌می‌شود. دکستران همچنین آنتی ترومبوتیک است. در کروماتوگرافی ژل فیلتراسیون جهت جداسازی پروتئین و دیگر ترکیبات استفاده می‌شود.

## مکانیسم اثر
دکستران پلی ساکارید (متشکل از مولکولهای متعدد گلوکز)افزاینده سریع الاثر حجم پلاسما است. محلول ۱۰٪ دکستران چهل دارای فشار اسمزی دوبرابر فشار اسمزی پلاسمای هم حجم می‌باشد. دکستران اثر اسموتیک دارد که مایعات را از فضای بینابینی به داخل عروق کشیده و باعث افزایش حجم خون می‌شود. "دکستران ۴۰" چسبندگی اریتروسیتها را کم کرده و باعث کاهش چگالی خون می‌شود لذا از خطر انعقاد نابجای خون می‌کاهد و موجب تسهیل گردش خون در عروق کوچک و کاهش مقاومت عروقی می‌شود.

## عوارض جانبی
سردرد، تهوع، استفراغ، کاهش غلظت خون، خونریزی، کهیر، خارش.